# Lajedo do Tabocal
Lajedo do Tabocal este un oraș în statul Bahia (BA) din Brazilia.